# In.gr
in.gr — греческий портал новостей, созданный Lambrakis Press Group и запущенный в ноябре 1999 года.
По статистическим данным Alexa Internet, на октябрь 2010 года, in.gr — десятый по посещаемости сайт Греции. 92 % посетителей портала — греки; кроме того, in.gr весьма популярен среди греческого населения Кипра, а также представителей греческой диаспоры в Великобритании, Германии и Италии.
Среди наиболее популярных сервисов портала in.gr — Словарь, Финансы (предоставляет в том числе оперативные данные Афинской фондовой биржи), Фоторепортаж и Досуг.